# Skidmore (Texas)
Skidmore is een plaats (census-designated place) in de Amerikaanse staat Texas, en valt bestuurlijk gezien onder Bee County.

## Demografie
Bij de volkstelling in 2000 werd het aantal inwoners vastgesteld op 1013.

## Geografie
Volgens het United States Census Bureau beslaat de plaats een oppervlakte van
27,2 km², geheel bestaande uit land. Skidmore ligt op ongeveer 47 m boven zeeniveau.

## Plaatsen in de nabije omgeving
De onderstaande figuur toont nabijgelegen plaatsen in een straal van 24 km rond Skidmore.